# بيل هيس
بيل هيس (بالإنجليزية: Bill Hess)‏ هو مدير فني أمريكي، ولد في 5 فبراير 1923، وتوفي في 10 يونيو 1978 في أثينس في الولايات المتحدة.